# Tipicidade conglobante
Tipicidade conglobante é uma teoria jurídica criada pelo autor argentino Eugenio Raúl Zaffaroni, visando explicar a tipicidade (elemento integrante do fato típico) para o direito penal. Essa teoria basicamente entende que não se pode considerar como típica uma conduta que é fomentada ou tolerada pelo próprio Estado. Em outras palavras, o que é permitido, fomentado ou determinado por uma norma não pode estar proibido por outra. O juízo de tipicidade deve ser concretizado de acordo com o sistema normativo considerado em sua globalidade. Se uma norma permite, fomenta ou determina uma conduta não pode estar proibido por outra.
Até então a tipicidade era compreendida como: tipicidade formal (descrição legal do fato típico) e tipicidade material (ofensividade da conduta ao bem juridicamente tutelado). Zaffaroni criou o conceito de tipicidade conglobante, sendo entendida como a junção da tipicidade material com a antinormatividade.
No Brasil, a teoria passou a ser bem recebida por outros juristas locais. Rogério Greco passou a explicar a teoria da tipicidade conglobante, defendendo que a tipicidade penal se divide em tipicidade formal e tipicidade conglobante, sendo a primeira a mera subsunção da conduta do agente a um fato descrito em uma lei penal de forma abstrata. Ainda de acordo com Greco, contudo, para que o fato seja típico, seria necessária ainda a constatação da tipicidade conglobante que, por sua vez, é composta da antinormatividade e da tipicidade material.

## Método
Para a teoria da tipicidade conglobante:
- Tipicidade Penal = Tipicidade formal + tipicidade conglobante
- Tipicidade Conglobante = Tipicidade material + antinormatividade
- Tipicidade Formal = adequação do fato ao tipo penal incriminador
- Antinormatividade = conduta não exigida ou não fomentada pelo Estado
- Tipicidade Material = Entende-se por "tipicidade material" a materialização do tipo formal, entendida como a concretização da conduta prevista na norma penal incriminadora que provoca uma lesão ou ameaça de lesão ao bem juridicamente tutelado.

Para configurar a tipicidade material é necessário que a conduta seja juridicamente relevante, a fim de poder lesionar o bem jurídico, identifica-se dentro desse elemento da tipicidade a aplicação direta do princípio da lesividade ou ofensividade.
Dessa forma, condutas consideradas irrelevantes ou insignificantes não são capazes da materializar o fato típico, afastando a lesividade, e afastam a tipicidade do crime e por conseguinte tornam o fato atípico.
O segundo elemento da tipicidade conglobante é a antinormatividade, conceito absolutamente distinto de antijuridicidade.